# Carmelo Morales (Radsportler)
Carmelo Morales Erostarbe (* 4. Dezember 1930 in Balmaseda; † 28. April 2003 in Castro Urdiales) war ein spanischer Radrennfahrer und nationaler Meister im Radsport.

## Sportliche Laufbahn
Morales war im Straßenradsport aktiv. Von 1956 bis 1963 fuhr er als Berufsfahrer, zuvor war er zwei Jahre lang Unabhängiger. Er gewann den Gran Premio de Llodio 1951, den Gran Premio Ayuntamiento de Bilbao, den Gran Premio de la Liberación 1955, den Circuito Montañés Internacional, die spanische Bergmeisterschaft 1956, die Trofeo San José 1958 und 1961, die Klasika Primavera 1960, den Circuito Montañés Internacional 1961. Dazu kam eine Reihe von Siegen in kleineren spanischen Eintagesrennen und Kriterien. 
Etappensiege holte Morales in der Katalonien-Rundfahrt 1953, in der Vuelta a Galicia 1955, im Circuito Montañés Internacional 1956 und 1961, in der Vuelta a España 1957. Zweiter wurde er in der Vuelta a Galicia 1955 hinter Emilio Rodríguez Barros, in den Rennen Subida a Arrate und Klasika Primavera 1957, im Gran Premio Pascuas 1959.
Die Tour de France fuhr er siebenmal. 1956 wurde er 77., 1957 54., 1959 43. und 1960 20. der Gesamtwertung. 1955, 1958 und 1961 war er ausgeschieden. Die Vuelta a España bestritt er achtmal. 1955 wurde er 12., 1956 14., 1957 16., 1960 15., 1961 9. im Endklassement. 1958, 1959 und 1962 war er ausgeschieden.

## Familiäres
Er war der Bruder der Radrennfahrer Roberto Morales Erostarbe und Jesús Morales Erostarbe.